# Proces załogi Flossenbürga (US vs. Friedrich Becker i inni)
Proces załogi Flossenbürga (US vs Friedrich Becker i inni) – największy i najważniejszy proces, który przeprowadzili alianci przeciwko funkcjonariuszom hitlerowskiego obozu koncentracyjnego Flossenbürg. Toczył się od 12 czerwca 1946 do 22 stycznia 1947 roku przed amerykańskim Trybunałem Wojskowym w Dachau, a oskarżonych zostało 46 byłych członków załogi obozu i więźniów funkcyjnych.
Zarzuty oskarżenia obejmowały nieludzkie traktowanie więźniów obozu, przede wszystkim ich masową eksterminację, głodzenie, bicie i maltretowanie przez niewolniczą pracę (co dotyczyło zwłaszcza okolicznego kamieniołomu, który był prawdziwą „mordownią” więźniów). Po stosunkowo długim, trwającym ponad 6 miesięcy procesie, 41 oskarżonych uznano za winnych (z tego 15 skazano na karę śmierci, 12 na dożywotnie pozbawienie wolności, a 14 na terminowe kary pozbawienia wolności), a 5 oskarżonych uniewinniono. Z 15 wyroków śmierci wykonano 12 (pozostałe trzy kary śmierci zamieniono na dożywotnie pozbawienie wolności), co miało miejsce 3 października 1947 roku (jedynie Schwanner i Ginschel zostali powieszeni 15 października 1947). Erich Muhsfeldt został po ogłoszeniu wyroku przekazany władzom polskim i następnie osądzony w pierwszym procesie oświęcimskim za zbrodnie popełnione w Auschwitz-Birkenau i w Majdanku.

## Wyrok amerykańskiego Trybunału Wojskowego w procesie załogi Flossenbürga (US vs. Friedrich Becker i inni)
| Oskarżony                      | Stopień              | Funkcja                                           | Wyrok                                                                         |
| ------------------------------ | -------------------- | ------------------------------------------------- | ----------------------------------------------------------------------------- |
| Konrad Blomberg                | Kriminalobersekretär | szef obozowego gestapo                            | śmierć przez powieszenie (wyrok wykonano 3 października 1947)                 |
| Bruno Skierka                  | SS-Untersturmführer  | dowódca kompanii wartowniczej                     | śmierć przez powieszenie (wyrok wykonano 3 października 1947)                 |
| Albert Roller                  | SS-Sturmscharführer  | komendant podobozu                                | śmierć przez powieszenie (wyrok wykonano 3 października 1947)                 |
| Ludwig Schwarz                 | kapitan Wehrmachtu   | komendant podobozu                                | śmierć przez powieszenie (wyrok wykonano 3 października 1947)                 |
| Erhard Ernst Georg Wolf        | SS-Scharführer       | dowódca plutonu egzekucyjnego                     | śmierć przez powieszenie (wyrok wykonano 3 października 1947)                 |
| Christian Mohr                 | SS-Unterscharführer  | kierownik komanda więźniarskiego                  | śmierć przez powieszenie (wyrok wykonano 3 października 1947)                 |
| Josef Wurst                    | SS-Rottenführer      | strażnik w podobozie                              | śmierć przez powieszenie (wyrok wykonano 3 października 1947)                 |
| Josef Hauser                   | więzień funkcyjny    | kapo                                              | śmierć przez powieszenie (wyrok wykonano 3 października 1947)                 |
| Willy Olschewsky               | więzień funkcyjny    | kapo                                              | śmierć przez powieszenie (wyrok wykonano 3 października 1947)                 |
| Christian Eisbusch             | więzień funkcyjny    | kapo                                              | śmierć przez powieszenie (wyrok wykonano 3 października 1947)                 |
| Cornelius Schwanner            | SS-Hauptscharführer  | kierownik komanda więźniarskiego                  | śmierć przez powieszenie (wyrok wykonano 15 października 1947)                |
| August Ginschel                | więzień funkcyjny    | starszy bloku                                     | śmierć przez powieszenie (wyrok wykonano 15 października 1947)                |
| Alois Schubert                 | SS-Obersturmführer   | kierownik fabryki Messerschmitta                  | śmierć przez powieszenie (karę zamieniono na dożywotnie pozbawienie wolności) |
| Wilhelm Brusch                 | SS-Oberscharführer   | komendant podobozu                                | śmierć przez powieszenie (karę zamieniono na dożywotnie pozbawienie wolności) |
| Karl Keiling                   | SS-Sturmscharführer  | strażnik                                          | śmierć przez powieszenie (karę zamieniono na dożywotnie pozbawienie wolności) |
| Ludwig Buddensieg              | SS-Hauptsturmführer  | dowódca batalionu wartowniczego                   | dożywotnie pozbawienie wolności                                               |
| Hermann Pachen                 | SS-Obersturmführer   | dowódca kolumny więźniów podczas ewakuacji obozu  | dożywotnie pozbawienie wolności                                               |
| Erich Muhsfeldt                | SS-Oberscharführer   | Rapportführer                                     | dożywotnie pozbawienie wolności                                               |
| Johann Geisberger              | SS-Hauptscharführer  | Rapportführer                                     | dożywotnie pozbawienie wolności                                               |
| Otto Pawliczek                 | SS-Oberscharführer   | Blockführer                                       | dożywotnie pozbawienie wolności                                               |
| Michael Gelhardt               | SS-Rottenführer      | Blockführer                                       | dożywotnie pozbawienie wolności                                               |
| Josef Pinter                   | SS-Rottenführer      | strażnik odpowiedzialny za obozowe psy strażnicze | dożywotnie pozbawienie wolności                                               |
| Erich Penz                     | SS-Sturmmann         | strażnik odpowiedzialny za obozowe psy strażnicze | dożywotnie pozbawienie wolności                                               |
| Karl Mathoi                    | więzień funkcyjny    | Lagerältester                                     | dożywotnie pozbawienie wolności                                               |
| Alois Jakubith                 | więzień funkcyjny    | kapo                                              | dożywotnie pozbawienie wolności                                               |
| Georg Weilbach                 | więzień funkcyjny    | kapo                                              | dożywotnie pozbawienie wolności                                               |
| Raymond Maurer                 | więzień funkcyjny    | kapo                                              | 30 lat pozbawienia wolności                                                   |
| Kurt Erich Schreiber           | SS-Hauptscharführer  | kierownik komanda więźniarskiego                  | 20 lat pozbawienia wolności                                                   |
| Walter Reupsch                 | SS-Unterscharführer  | aptekarz obozowy                                  | 20 lat pozbawienia wolności                                                   |
| Gerhard Haubold                | SS-Oberscharführer   | kierownik bloku więziennego                       | 20 lat pozbawienia wolności                                                   |
| Eduard Losch                   | nieznany (SS)        | kierownik komanda więźniarskiego                  | 20 lat pozbawienia wolności                                                   |
| Hermann Sommerfeld             | SS-Obersturmführer   | dowódca kolumny więźniów podczas ewakuacji obozu  | 15 lat pozbawienia wolności                                                   |
| August Fahrnbauer              | SS-Oberscharführer   | zastępca komendanta podobozu                      | 15 lat pozbawienia wolności                                                   |
| Peter Bongartz                 | więzień funkcyjny    | oberkapo w podobozie                              | 15 lat pozbawienia wolności                                                   |
| Walter Paul Adolf Neye         | więzień funkcyjny    | starszy bloku                                     | 15 lat pozbawienia wolności                                                   |
| Karl Gräber                    | SS-Oberscharführer   | strażnik                                          | 10 lat pozbawienia wolności                                                   |
| Hans Johann Lipinski           | więzień funkcyjny    | kapo                                              | 10 lat pozbawienia wolności                                                   |
| Gustav Matzke                  | więzień funkcyjny    | kapo                                              | 10 lat pozbawienia wolności                                                   |
| Franz Berger                   | SS-Sturmbannführer   | dowódca batalionu wartowniczego                   | 3,5 roku pozbawienia wolności                                                 |
| Friedrich Joseph Becker        | nieznany (SS)        | strażnik w podobozie                              | 1 rok pozbawienia wolności                                                    |
| Karl Buttner                   | więzień funkcyjny    | nieznana                                          | uniewinniony                                                                  |
| Alois Friedrich Karl Gieselman | więzień funkcyjny    | nieznana                                          | uniewinniony                                                                  |
| Georg Hoinisch                 | więzień funkcyjny    | nieznana                                          | uniewinniony                                                                  |
| Theodor Retzlaff               | więzień funkcyjny    | nieznana                                          | uniewinniony                                                                  |
| Peter Herz                     | nieznana             | nieznana                                          | uniewinniony                                                                  |